# Kronstad Station
Kronstad Station (Kronstad stasjon) er en tidligere jernbanestation på Vossebanen, der ligger i kvarteret Kronstad i Bergen i Norge.
Stationen blev oprettet 26. maj 1913 i forbindelse med en omlægning af banen til den nuværende Bergen Station. Oprindeligt hed den Krohnstad, men den skiftede navn til Kronstad i april 1921. 1. august 1964 omlagdes fjerntogene på strækningen mellem Tunestveit og Bergen, hvor stationen ligger, til en ny, i forbindelse med at Ulrikstunnelen blev taget i brug. Lokaltrafikken på den gamle strækning mellem Bergen og Nesttun fortsatte dog, så Kronstad fik umiddelbart lov til at overleve. Lokaltrafikken blev indstillet 31. januar 1965, hvorved stationen blev nedlagt. Strækningen fra Bergen Station eksisterer dog stadig som et sidespor til denne, og Kronstad fungerer nu som togekspeditionssted med læssespor.
Stationsbygningen blev opført i 1913 efter tegninger af Egill Reimers som en enkelt toetages træbygning med klassicistiske detaljer. Bygningen står stadig og benyttes af Bybanen i Bergen som driftscenter. Den er den eneste af Vossebanens bygninger ved Bergen, der er bevaret næsten uændret. Den tilsvarende bygning i Minde er revet ned, mens den i Hop er ombygget til kontorformål.
Der er sporforbindelse fra stationen til bybanens Kronstad depot, der ligger på den gamle stations område.